# 인두구

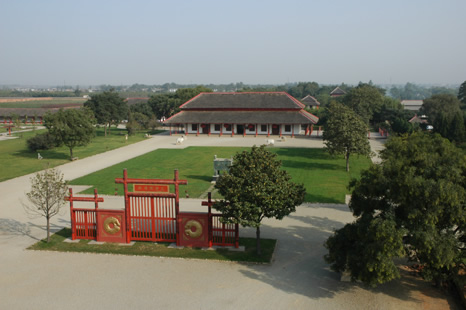

인두구(한국어: 은도구, 중국어: 殷都区, 병음: Yīndū Qū)는 중화인민공화국 허난성 안양시의 현급 행정구역이다. 넓이는 70km2이고, 인구는 2007년 기준으로 250,000명이다.

## 행정 구역
9개 가도, 1개 향을 관할한다.
- 가도: 梅园庄街道, 李珍街道, 电厂路街道, 纱厂街道, 铁西路街道, 水冶街道, 清风街街道, 北蒙街道, 相台街道.
- 향: 西郊乡.